# COMDEX
COMDEX (Computer Dealer's Exhibition) was een computerbeurs die tussen 1979 en 2003 elke november in de Amerikaanse stad Las Vegas werd gehouden. De eerste COMDEX werd gehouden in 1979 in het MGM Grand, met 150 exposanten en 4000 bezoekers. In 1981 werd de eerste COMDEX/Spring gehouden in New York.
Sinds 2000 besloten grote bedrijven zoals IBM, Apple Inc. en Compaq (later gefuseerd met Hewlett-Packard) om niet deel te nemen aan COMDEX omwille van de stijgende kosten en de daling in kwaliteit. In juni 2004 stelde COMDEX officieel de tentoonstelling van 2004 in Las Vegas uit omwille van het gebrek aan belangrijke deelnemers. COMDEX werd eveneens geannuleerd in 2005. 
In de jaren 2010-2012 werd het event onder de naam COMDEXVirtual in virtuele vorm aangeboden. Het was alleen digitaal bij te wonen.